# Adalia (Valladolid)
Adalia és un municipi de la província de Valladolid a la comunitat autònoma espanyola de Castella i Lleó. Limita amb San Cebrián de Mazote al nord, Barruelo del Valle, Villasexmir i San Salvador a l'est, Gallegos de Hornija i Vega de Valdetronco al sud, i Mota del Marqués a l'oest.

## Demografia
| 1996 | 1998 | 1999 | 2000 | 2001 | 2002 | 2003 | 2004 | 2005 | 2006 |
| ---- | ---- | ---- | ---- | ---- | ---- | ---- | ---- | ---- | ---- |
| 93   | 87   | 87   | 88   | 84   | 82   | 74   | 69   | 68   | 67   |

## Administració
| Període      | Nom de l'alcalde/-essa         | Partit polític | Data de possessió |
| ------------ | ------------------------------ | -------------- | ----------------- |
| 1979 - 1983  | Siro Bayon Martin              | UCD            | 19/04/1979        |
| 1983 - 1987  | Ildefonso Fernandez Izquierdo  | AP/PDP/UL      | 28/05/1983        |
| 1987 - 1991  | Tomas Delgado del Barrio       | PP             | 30/06/1987        |
| 1991 - 1995  | Tomas Delgado del Barrio       | PP             | 15/06/1991        |
| 1995 - 1999  |                                |                | 17/06/1995        |
| 1999 - 2003  |                                |                | 03/07/1999        |
| 2003 - 2007  | Francisco González Fernández   | PP             | 14/06/2003        |
| 2007 - 2011  | Jesús Ángel Fernández Paniagua | Independent    | 16/06/2007        |
| 2011 - 2015  | n/d                            | n/d            | 11/06/2011        |
| 2015 - 2019  | n/d                            | n/d            | 13/06/2015        |
| 2019 - 2023  | n/d                            | n/d            | 15/06/2019        |
| Des del 2023 | n/d                            | n/d            | 17/06/2023        |

## Personatges il·lustres
- Melitón Herreras, poeta local.
- Isidro Primo Rodríguez (1881-1936), beat Edmigio, beatificat el 10 d'octubre de 1993 per Joan Pau II.